# Giorgio Calabrese
Pour les articles homonymes, voir Calabrese (homonymie).
Giorgio Calabrese, né le 28 novembre 1929 à Gênes et décédé le 31 mars 2016, est un parolier italien.

## Biographie
Calabrese est entré dans l'histoire de la musique italienne comme l'auteur des textes de certaines des plus célèbres chansons italiennes de tous les temps, comme Arrivederci, Domani è un altro giorno, E se domani.  
Il a également été l'un des principaux propagateurs de la musique brésilienne dans la péninsule, il a traduit des chansons comme Garota de Ipanema et Águas de Março, et aussi un traducteur de nombreuses chansons françaises du répertoire Aznavour (il a traduit l'intégralité de l'album, contenant 11 chansons Canto l'amore perchè credo che tutto derivi da esso) et d'autres auteurs (comme Le Déserteur de Boris Vian).